# Natuurparkcentrum Botrange

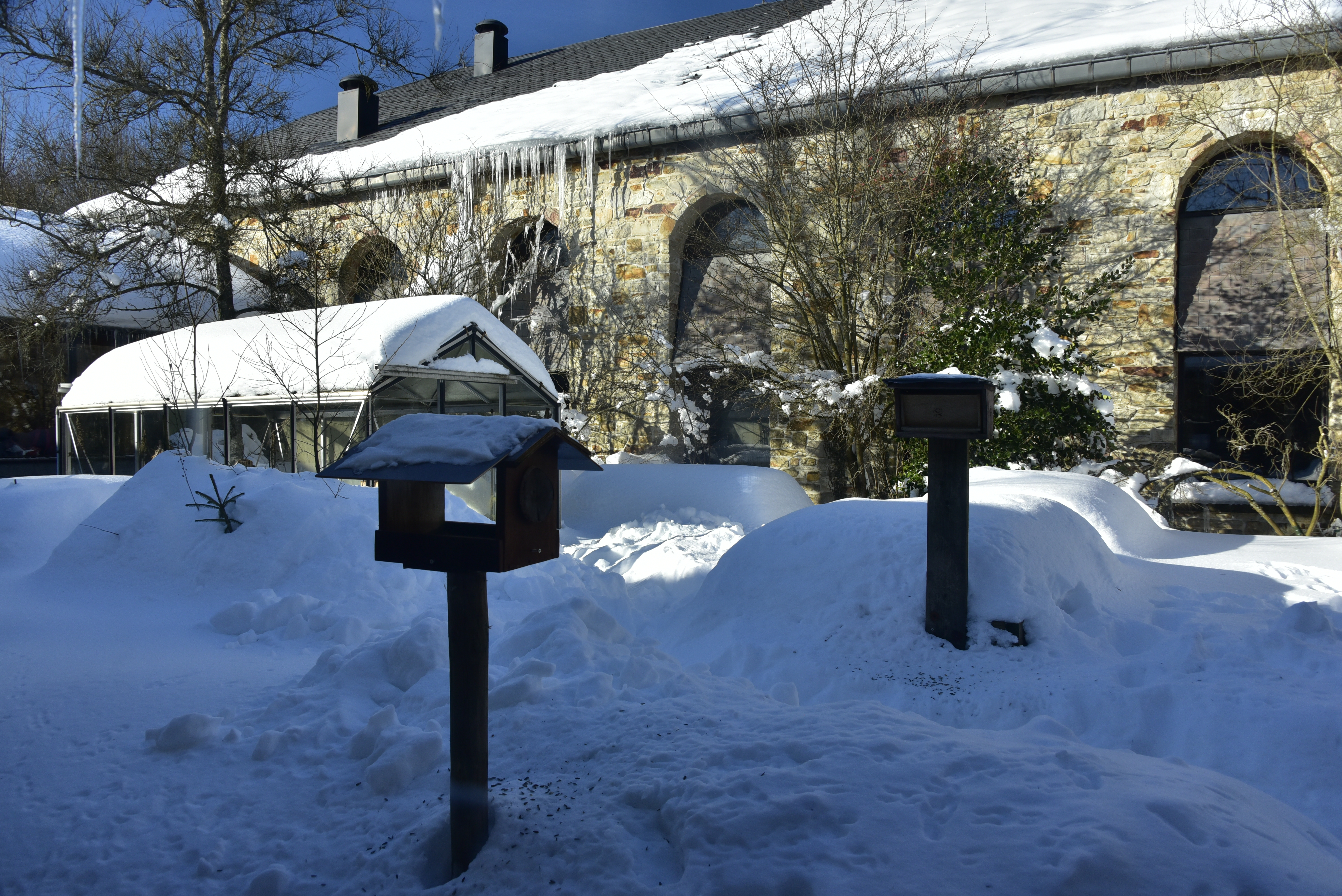
Natuurparkcentrum Botrange

Het Natuurparkcentrum Botrange (Frans: Centre nature Botrange, Duits: Naturparkzentrum Botrange) is een milieu-educatief museum in het Belgische Weismes (Waimes). Het is een bezoekerscentrum van het Natuurpark Hoge Venen-Eifel. In de tentoonstelling Fania worden geologie, flora, fauna en de mens van de Hoge Venen belicht.